# Oecomys cleberi
Oecomys cleberi là một loài động vật có vú trong họ Cricetidae, bộ Gặm nhấm. Loài này được Locks mô tả năm 1981.